# Joseph Calmette
Joseph Calmette (Perpiñán, 1 de septiembre del 1873-Tolosa, 1952) fue un historiador francés.

## Biografía
Estudió en el École des Chartes de 1896 a 1900. Del 1900 al 1902 fue miembro del École Française de Roma y se doctoró en letras. Se especializó en historia medieval (periodos carolingio y del siglo XV) y enseñó en las universidades de Montpellier, Dijon y Toulouse. También fue presidente de la Société Archéologique du Midi de la France del 1937 al 1952 y publicó numerosos trabajos en las revistas Revue Catalane y Annales du Midi.

## Trayectoria
Estudioso de la cultura y la historia francesas, también se interesó por la historia de España y, en particular, de Cataluña. En 1903 unas notas sobre bibliografía catalana, aportó precisiones sobre los historiadores roselloneses y estudió los orígenes de la casa condal de Barcelona de Wifredo el Velloso y de los primeros condes carolingios de Gerona y de Urgell. Con Pere Vidal y Joan Amade fue uno de los fundadores de la Sociedad de Estudios Catalanes en 1906. Por encargo del Instituto de Estudios Catalanes, del cual  formaría parte desde 1945, en 1921 pronunció en Barcelona seis conferencias bajo el título El feudalismo y los orígenes de la nacionalidad catalana, las cuales fueron resumidas por Fernando Valls Taberner.

## Obras
- Études sur les relations de Louis XI avec Jean II d'Aragon et le principat de Catalogne (1461-1473) (1900).
- La diplomatie carolingienne du traité de Verdun à la mort de Charles le Chauve (843–877), 1901.
- Le Roussillon à travers les âges. Chronologie et commentaires, de Joseph Calmette y Gabriel Vidal, Édouard Privat ed., Petite bibliothèque d'histoire, géographie et archéologie régionales, Toulouse, 1944, bnf 315728622.
- Louis XI, Jean II et la révolution catalane (1461-1473), Bibliothèque méridionale, imprimerie et librairie Édouard Privat, Toulouse, 1903.
- Les comtés et les comtes de Toulouse et de Rodez sous Charles le Chauve, Annales du Midi, XVII, 1905.
- Bibliographie roussillonnaise (1906), con Gabriel Vidal.
- Histoire du Roussillon (1923) con Gabriel Vidal.
- Les grands Ducs de Bourgogne (1949).
- Histoire de la Bourgogne, en colaboración con Henri Drouot, ed. Boivin et Cie, París, colección « Les vieilles province de France », 1928.
- Le monde féodal, Presses Universitaires de France, 1934.
- L’effondrement d’un Empire et la naissance d’une Europe, 1941.
- Jeanne d'Arc. PUF "Que sais-je?", 1946.
- La question des Pyrénées et la Marche d’Espagne au Moyen Âge, 1947.
- Les Grands Ducs de Bourgogne, París, Albin Michel, 1949.
- Le Reich allemand au Moyen Âge, 1951.
- Les grandes heures de Vézelay, con Henri David, París, Sfelt, 1951.
- Charles V, Librairie Arthème Fayard, coll. Les Grandes Etudes Historiques (1947).
- Saint Bernard, con Henri David, Librairie Arthème Fayard, colección Les Grandes Études Historiques (1953).